# Sínfisis del pubis
La sínfisis del pubis es la conexión entre las dos partes del pubis. Presenta una línea de cartílago calcificado y resistente. En la mujer, la sínfisis púbica está cubierta con un tejido adiposo denominado monte de Venus.
La sínfisis del pubis es la articulación cartilaginosa media que une las ramas superiores, derecha e izquierda de los huesos púbicos. 
Se localiza de forma anterior a la vejiga urinaria y superior a los genitales externos. En las mujeres está localizada sobre la vulva y en hombres se localiza sobre el pene. En hombres, el ligamento suspensorio del pene está anclado a la sínfisis púbica. En el caso femenino, la sínfisis púbica se encuentra muy cercana al clítoris. 
Durante el embarazo en humanos, hormonas como la relaxina suavizan este cartílago permitiendo flexibilizar a los huesos pélvicos a la hora del parto. En algunas mujeres, la sínfisis púbica llega a separarse durante el alumbramiento: proceso muy doloroso pero raro, las cifras reportadas van desde uno en 600 hasta uno en cada 3400 nacimientos.

## Estructura

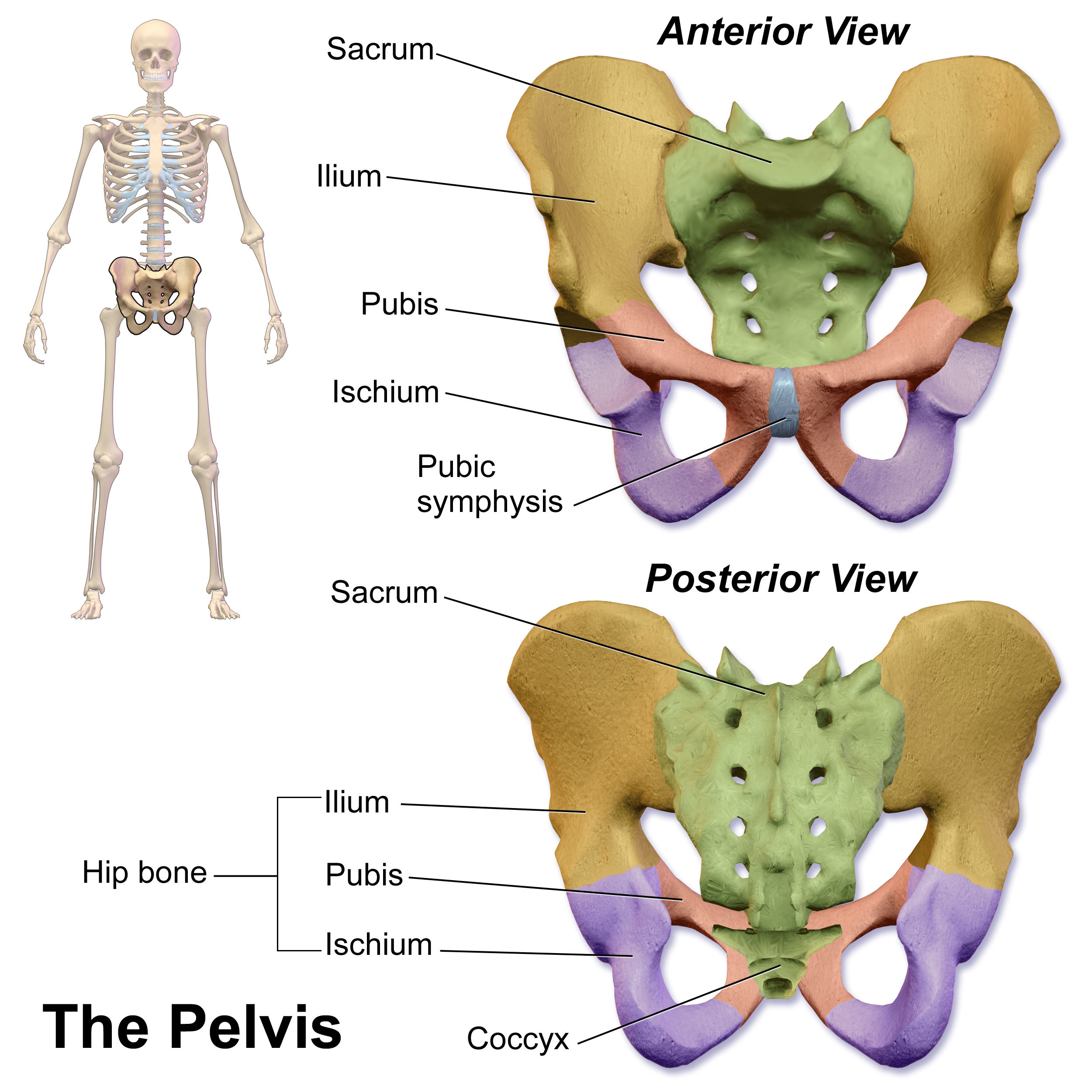

La sínfisis púbica es una unión anfiartrodial nosinovial. El nombre proviene de la palabra griega "sínfisis", que significa "crecer juntos". El ancho de la sínfisis del pubis en la parte delantera es de 3-5 mm mayor que su ancho en la parte posterior. Este conjunto es conectado por fibrocartílago y puede contener una cavidad llena de fluido; el centro es avascular, posiblemente debido a la naturaleza de las fuerzas de compresión que pasan a través de esta articulación, lo que puede conducir a una enfermedad vascular perjudicial. Los extremos de los dos huesos púbicos están recubiertos por una fina capa de cartílago hialino unido al fibrocartílago. El disco fibrocartilaginoso está reforzado por una serie de ligamentos. Estos ligamentos aferran al disco fibrocartilaginoso hasta el punto de que las fibras se entremezclan con él.
Dos de estos ligamentos son el ligamento superior del pubis y el ligamento púbico inferior, que proporcionan gran parte de la estabilidad; los ligamentos anterior y posterior son más débiles. El ligamento superior, fuerte y grueso esta reforzado por los tendones del músculo recto abdominal, el músculo oblicuo externo del abdomen, el músculo gracilis, y por los músculos de la cadera. El ligamento superior del pubis conecta entre sí la parte superior de los dos huesos púbicos, y se extiende lateralmente hasta los tubérculos del pubis. El ligamento inferior en el arco púbico también denominado ligamento arqueado del pubis o ligamento subpúbico; es un arco triangular grueso de fibras ligamentosas, conectando entre sí los dos huesos púbicos, y formando el límite superior del arco púbico. Por encima, se mezcla con la lámina fibrocartilaginosa interpùbica; lateralmente está unido a la rama inferior de los huesos púbicos; en la parte inferior se encuentra libre, y está separado de la fascia del diafragma urogenital por una abertura a través del cual la vena dorsal profunda del pene pasa a la pelvis.

### Fibrocartílago
El fibrocartílago se compone de paquetes pequeños, encadenados gruesos de espesor claramente definido, de fibras de colágeno tipo I. Estos paquetes fibrosos de tejido conectivo tienen células de cartílago entre ellos; estas células en cierta medida se asemejan a las células de los tendones. Las fibras de colágeno se encuentran generalmente en una disposición ordenada en paralelo a la tensión en el tejido. Tiene un bajo contenido de glicosaminoglicanos (2% del peso seco). Los glicosaminoglicanos son largos polisacáridos (carbohidratos complejos) no ramificados   consistentes en la repetición de unidades de disacáridos. El fibrocartílago no se encuentra envuelto por un pericondrio. El pericondrio rodea el cartílago del hueso en desarrollo; tiene una capa de tejido conectivo denso irregular y es importante en los procesos de crecimiento y la reparación de cartílago.

### Cartílago hialino
El cartílago hialino es el cartílago blanco brillante en los extremos de los huesos largos. Este cartílago tiene bajo potencial de curación, y los esfuerzos para inducir a repararse a sí mismo con frecuencia terminan con un fibrocartílago similar, pero más pobre.

### Desarrollo
En el recién nacido, la sínfisis del pubis mide 9 a 10 mm de ancho, con gruesas placas terminales cartilaginosas. A mediados de la adolescencia  alcanza el tamaño adulto. Durante la edad adulta las placas extremas disminuyen en espesor convirtiéndose en una capa delgada. La degeneración de la sínfisis del pubis acompaña al envejecimiento y el periodo postparto. Las mujeres tienen un disco púbico de mayor espesor que permite una mayor movilidad de los huesos de la pelvis, lo que a su vez permite disponer de un diámetro mayor de la cavidad pélvica durante el parto.

## Función
Análisis de la pelvis muestra las regiones flacos funcionan como arcos, transfiriendo el peso del tronco en posición vertical desde el sacro a las caderas. La sínfisis del pubis conecta estos dos arcos de soporte de peso, y los ligamentos que rodean esta región pélvica mantienen la integridad mecánica de una persona.
Los principales movimientos de la sínfisis del pubis son deslizamiento superior / inferior y la separación / compresión. Las funciones de la articulación son para absorber el impacto al caminar y permitir la entrega de un bebé.

## Relevancia clínica

### Lesión
La sínfisis púbica se ensancha ligeramente cuando las piernas se estiran muy separadas. En los deportes en los que se realiza a menudo estos movimientos, el riesgo de un bloqueo de la sínfisis púbica es alto, en cuyo caso, después de la finalización del movimiento, los huesos en la sínfisis podrían no realinearse correctamente y pudiendo quedar atascados en una posición dislocada. El dolor resultante puede ser elevado, especialmente cuando la tensión adicional se descarga sobre la articulación afectada. En la mayoría de los casos, la unión sólo puede ser reducida con éxito en su posición normal por un médico capacitado.

### Enfermedad
Las enfermedades metabólicas, tales como osteodistrofia renal, producen la ampliación, mientras que ocronosis resulta en depósitos de calcio en la sínfisis. Enfermedades inflamatorias, tales como la espondilitis anquilosante, dan como resultado la fusión ósea de la sínfisis. La osteítis del pubis, la enfermedad inflamatoria más común en esta zona, se trata con medicamentos antiinflamatorios y reposo. La enfermedad degenerativa de las articulaciones de la sínfisis, que puede causar dolor en la ingle, es resultado de la inestabilidad o de la mecánica de pelvis anormales. 
Symphysiolysis es la separación o deslizamiento de la sínfisis. Se ha estimado que se producen en el 0,2% de los embarazos.

### Embarazo
Durante el embarazo en el ser humano, hormonas tales como la relaxina remodelan esta cápsula ligamentosa permitiendo que los huesos de la pelvis sean más flexible para el parto. La brecha de la sínfisis del pubis, normalmente es de 4-5 mm, pero durante el embarazo tiene un aumento de al menos 2 a 3 mm, por lo tanto, se considera que una anchura total de hasta 9 mm entre los dos huesos es normal para una mujer embarazada. En algunas mujeres esta separación puede convertirse en una diástasis de la sínfisis del pubis. La diástasis puede ser resultado de un parto rápido, o un parto con uso de fórceps, o puede ser una condición  prenatal. Una diástasis de la sínfisis del pubis es un síntoma de dolor de cintura pélvica (PGP). En general, aproximadamente el 45% de todas las mujeres embarazadas y el 25% de todas las mujeres después del parto sufren de PGP.

### Sinfisiotomía
La sinfisiotomía es un procedimiento quirúrgico en el que el cartílago de la sínfisis púbica se divide para ensanchar la pelvis para permitir el parto cuando hay un problema mecánico. La sinfisiotomía se sugiere para mujeres en zonas aisladas que experimentan un parto obstruido, donde otra intervención médica no está disponible. 
Esta práctica se llevó a cabo en Europa antes de la introducción de la cesárea. Históricamente, durante el trabajo de parto obstruido, el cráneo del feto era también, al menos ocasionalmente, aplastado con el fin de facilitar aún más el parto.

## Uso en antropología forense
La sínfisis púbica tiene importancia en el campo de la antropología forense, pudiendo ser útil para determinar la edad de esqueletos adultos. A lo largo de la vida, las superficies de la sínfisis púbica presentan un desgaste de una forma más o menos predecible. Examinando el nivel de desgaste de la sínfisis púbica, es posible estimar la edad de la persona al momento de la muerte.
Históricamente, cuando el parto presentaba complicaciones al ser la cabeza del feto muy grande, la sínfisis púbica de la madre era cortada. En la actualidad, el parto por cesárea  permite mayor seguridad en este tipo de nacimientos. La sínfisis del pubis tiene una estrecha relación con los órganos reproductores tanto del hombre como de la mujer. La sínfisis púbica es la determinante del crecimiento del hombre, así es que a partir del análisis de la sínfisis del pubis se puede determinar la estatura de una mujer hasta los 22 años de edad, y se puede determinar la estatura de un hombre hasta los 24 años edad.